# هاري مارتنسون

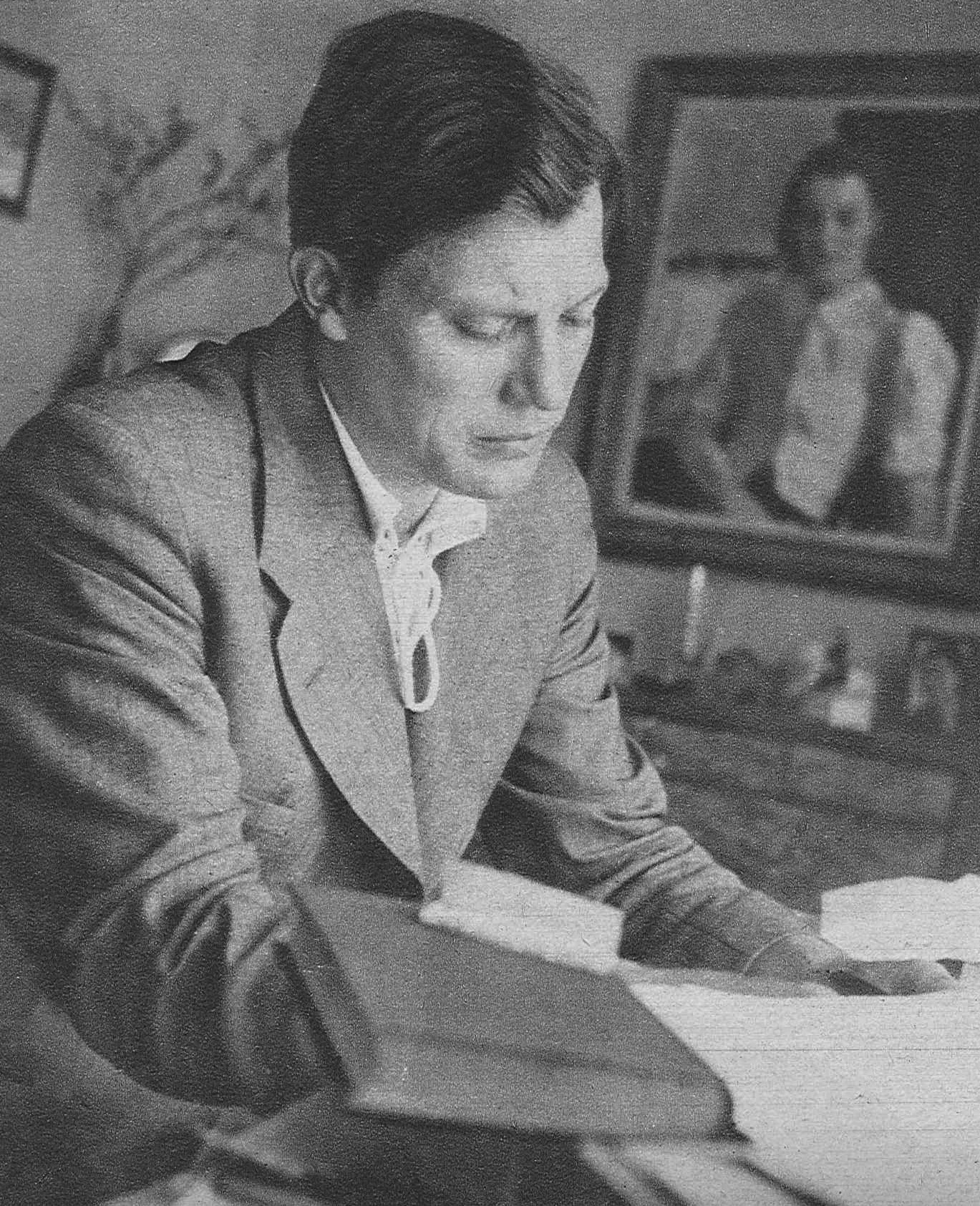
هاري مارتنسون.

هاري مارتنسون (بالسويدية: Harry Martinson) هو بحار وكاتب و شاعر سويدي ولد في 6 ماي 1904تم انتخابه عضوًا في الأكاديمية السويدية. وقد حصل على جائزة نوبل في الأدب بشكل مشترك عام 1974 مع مواطنه السويدي إيفيند جونسون "عن كتاباتهما التي تلتقط قطرة الندى وتعكس الكون". وكان هذا الاختيار مثيرًا للجدل، لأن كلا الكاتبين كانا عضوين في الأكاديمية. وُصف مارتنسون بأنه "المُجدد الكبير للشعر السويدي في القرن العشرين، والأكثر أصالة بين الكتّاب الذين يُطلق عليهم لقب 'البروليتاريين'". من أبرز أعماله الدورة الشعرية أنيارا، وهي قصة مركبة فضائية تضل طريقها في الفضاء بعد كارثة على الأرض وتستمر بالتيه بلا هدف. نُشرت عام 1956 وتم تحويلها إلى أوبرا عام 1959. وقد وُصفت بأنها "ملحمة عن هشاشة الإنسان وحمقه". وتوفي في 11 فيفري 1978. تحصل على جائزة نوبل في الأدب لسنة 1974 مع إيفند جونسون.

## حياته

### الطفولة
وُلد مارتنسون في ييمشوغ بمقاطعة بليكينغه جنوب شرق السويد. اسمه الكامل عند الولادة كان هاري إدموند أولوفسون، وكان الطفل الخامس لعائلة من الطبقة الوسطى. توفي والده بالسل عام 1910، وهاجرت والدته إلى الولايات المتحدة الأمريكية في العام التالي، تاركة أبناءها خلفها. وقد تناول طفولته في رواية زهرة القراص (1935) وتكملتها الطريق إلى الخارج (1936).

### سنوات البحر والتشرّد (1920–1927)
في سن السادسة عشرة، هرب من منزله ووقع عقدًا كبحار في يوتبوري. تنقّل في أوروبا، وأمريكا الجنوبية، والهند، وفرّ في عدة موانئ. وقد دوّن تلك التجارب في كتب مثل وداعًا أيها الرأس (1933).

## المسيرة الأدبية
بدأ بنشر الشعر عام 1927، ونشر ديوانه الأول سفينة الأشباح عام 1929. شارك في أنطولوجيا خمسة شباب التي أدخلت الحداثة إلى الأدب السويدي. كان ديوانه البدوي (1931) بداية شهرته الحقيقية، وتبعه كتابا رحلات بلا هدف ووداعًا أيها الرأس.
روايته زهرة القراص (1935) تُرجمت لأكثر من ثلاثين لغة، وتلتها رواية الطريق إلى الخارج (1936). كتب ثلاثية مقالات عن الطبيعة: العاشق وذباب الرافعة، وادي منتصف الصيف، والبساطة والصعوبة.
شارك مارتنسون في حرب الشتاء في فنلندا ودوّن تجربته في كتاب الواقع حتى الموت (1941). عاد إلى الشعر بديوان باساد (1945)، ثم رواية الطريق إلى كلوكريكا (1948) التي عززت مكانته، وأصبح أول كاتب بروليتاري يُنتخب للأكاديمية السويدية.
في 1956، نشر أنيارا التي لقيت استحسانًا نقديًا واسعًا، وتم تحويلها إلى أوبرا وفيلم سينمائي لاحقًا. نشر لاحقًا كتبًا مثل العشب في ثول، ومسرحية ثلاث سكاكين من وي التي أخرجها إنغمار بيرغمان.
عاد إلى الشعر في السبعينات بديوان قصائد عن الضوء والظلام، ثم تلال صغيرة (1973).

## أعماله
- (خمسة شبان) 1929م.

- (سفينة الأشباح) 1929م.
- (سفينة الأشباح) 1929م
- (رحَّال) 1931م.
- (طبيعة) 1934م.
- (رحلات بلا هدف ) 1932م.
- (وداعاً للبحر) 1933م.
- (الفراشة والبعوضة) 1937م.
- (وادي منتصف الليل) 1938م.
- (السهل والصعب) 1939م،
- وكتابا السيرة الذاتية روايتا (زهرة الشوك) 1935م.
- (الطريق الى الخارج) 1936م.
- إنيارا (رواية)1956م.